# Camponotus thraso
Camponotus thraso é uma espécie de inseto do gênero Camponotus, pertencente à família Formicidae.